# Бон (Шаранта)
Бон (фр. Bonnes) — коммуна во Франции, находится в регионе Пуату — Шаранта. Департамент — Шаранта. Входит в состав кантона Обтер-сюр-Дрон. Округ коммуны — Ангулем.
Код INSEE коммуны — 16049.
Коммуна расположена приблизительно в 440 км к юго-западу от Парижа, в 150 км южнее Пуатье, в 50 км к югу от Ангулема.

## Население
Население коммуны на 2008 год составляло 360 человек.
| 1962 | 1968 | 1975 | 1982 | 1990 | 1999 | 2008 |
| ---- | ---- | ---- | ---- | ---- | ---- | ---- |
| 470  | 448  | 449  | 362  | 341  | 333  | 360  |

## Экономика
В 2007 году среди 190 человек в трудоспособном возрасте (15—64 лет) 113 были экономически активными, 77 — неактивными (показатель активности — 59,5 %, в 1999 году было 64,4 %). Из 113 активных работали 97 человек (57 мужчин и 40 женщин), безработных было 16 (7 мужчин и 9 женщин). Среди 77 неактивных 12 человек были учениками или студентами, 39 — пенсионерами, 26 были неактивными по другим причинам.

## Достопримечательности
- Церковь Сен-Пьер-э-Сент-Радегонд (XIII век). Исторический памятник с 1995 года[3]
- Замок Бон[фр.] (XVI век). Исторический памятник с 1974 года[4]

## Фотогалерея

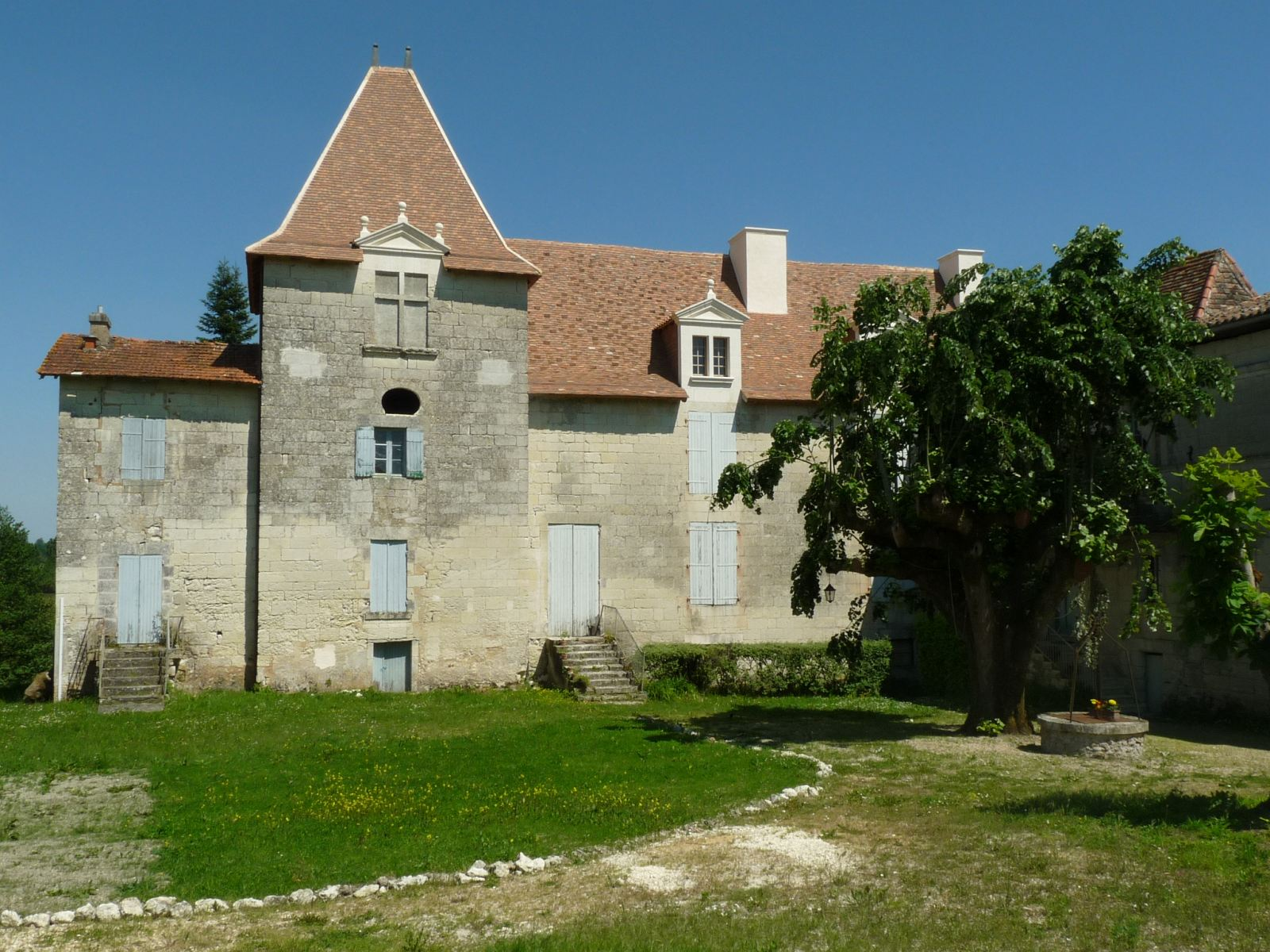
Замок Бон
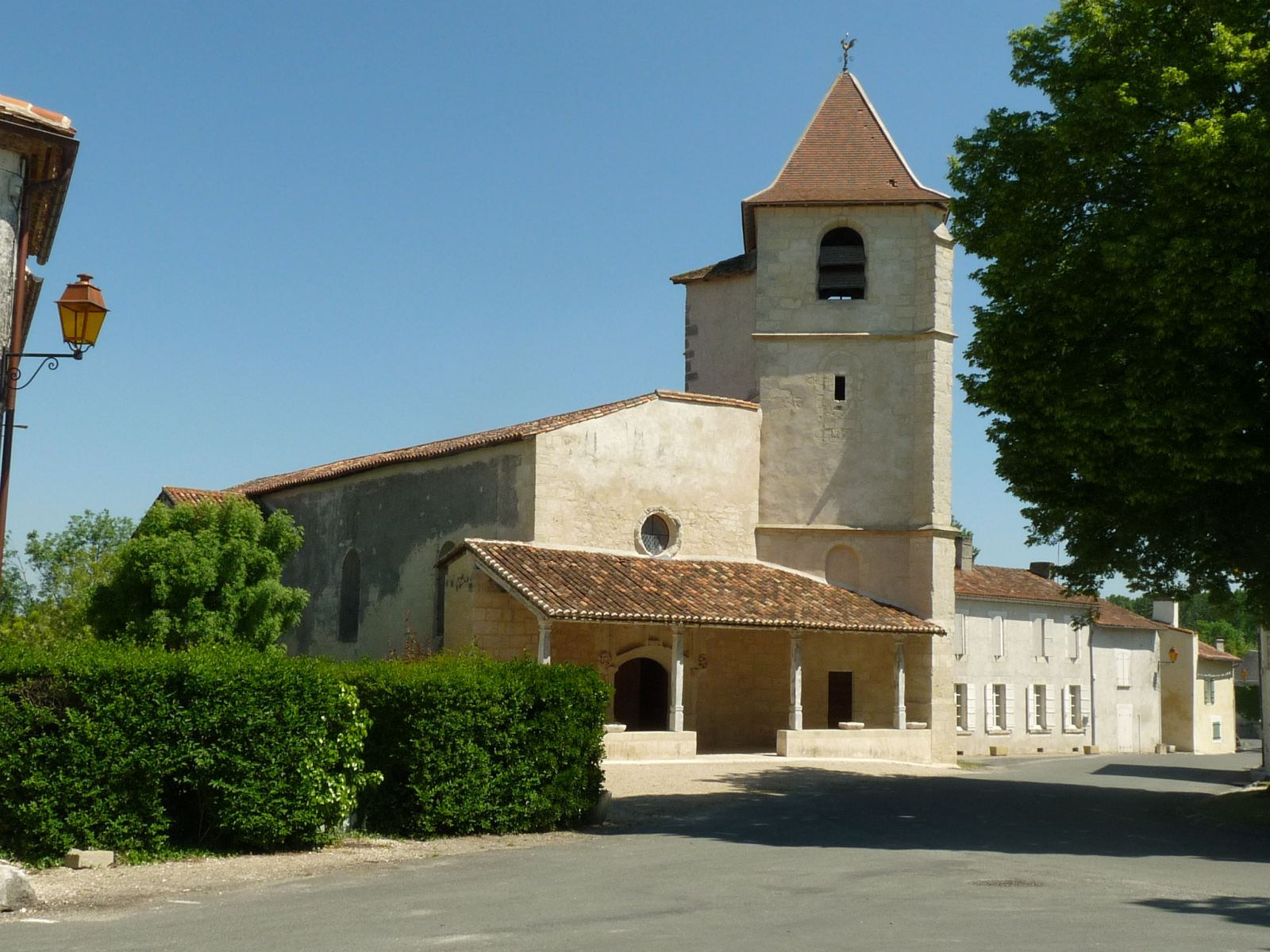
Церковь Сен-Пьер-э-Сент-Радегонд
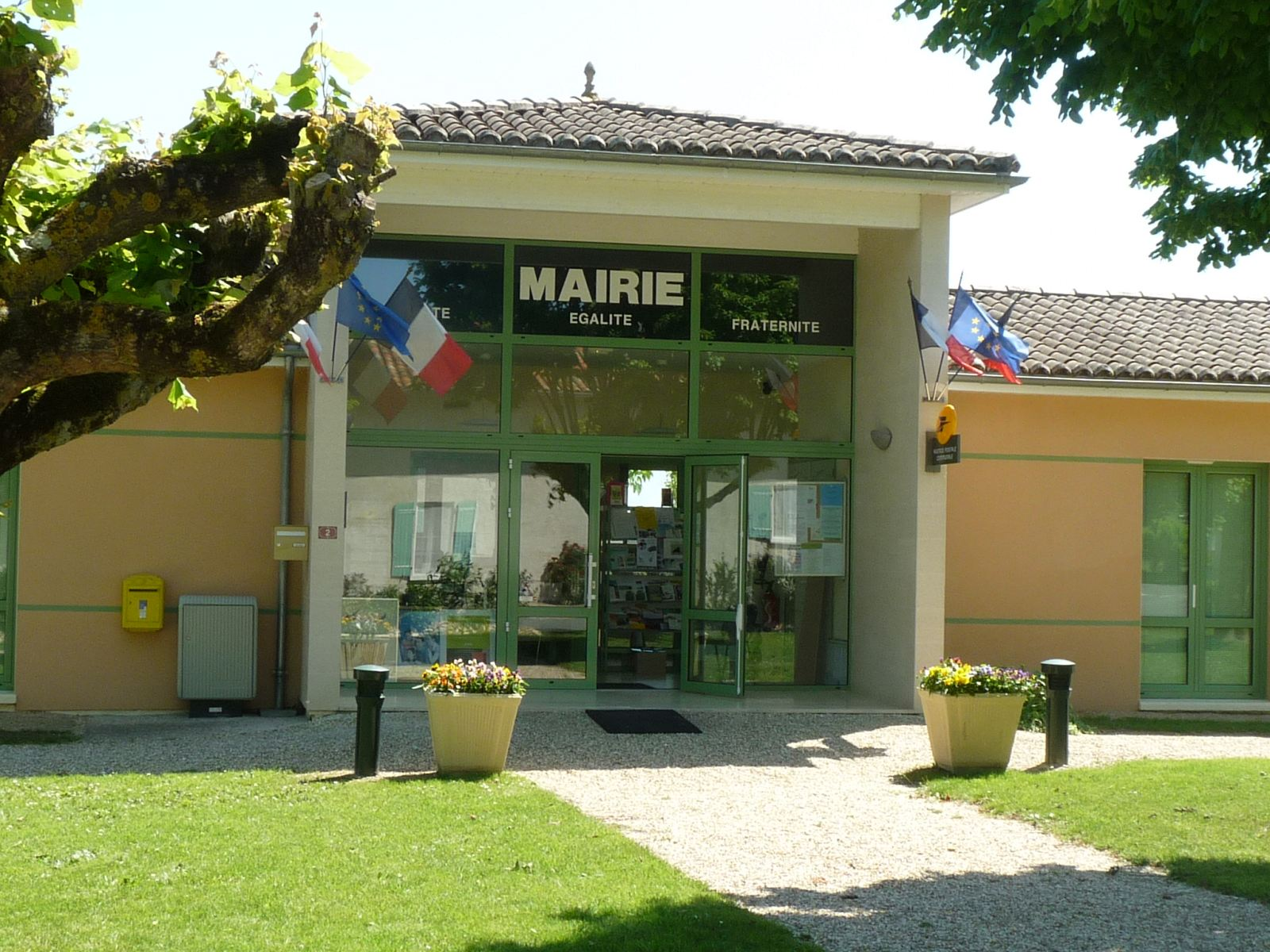
Мэрия